# Virgen de las Viñas
La Virgen de las Viñas es una advocación mariana del cristianismo que representa a la Virgen María. Varias poblaciones han tomado a esta advocación como su patrona, y muchas iglesias y templos están consagrados a su nombre.

## Historia

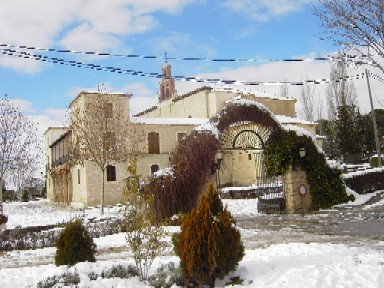
Santuario de la Virgen de las Viñas, a las afueras de Aranda de Duero (Burgos)

El origen de esta advocación, en la mayoría de los casos, viene dado por el lugar en dónde se apareció la Virgen o donde se encontraba localizado su templo.
Cuenta la leyenda que en Quintanilla de las Viñas (provincia de Burgos, España) existía una advocación mariana en honor a la Virgen de Lara o de las Viñas. Aún se conserva la primitiva iglesia visigótica. 
En Aranda de Duero (Burgos), la historia dice que ante la invasión musulmana algunos vecinos de Quintanilla de las Viñas huyeron con la imagen que veneraban y se refugiaron en las proximidades del Duero, cerca de la localidad. Años después, la Virgen se apareció a un labrador arandino para decirle dónde habían escondido la imagen y dónde quería que se construyese la ermita. Como en Aranda no se creían lo que contaba este labriego, la Virgen le proporcionó un racimo en época en que todavía no habían madurado las uvas. 
Tras la Guerra Civil, se acogieron a su patrocinio los habitantes de Tomelloso (Ciudad Real), como consecuencia de una misión popular que impartió un claretiano que procedía de Aranda de Duero.

## Iconografía

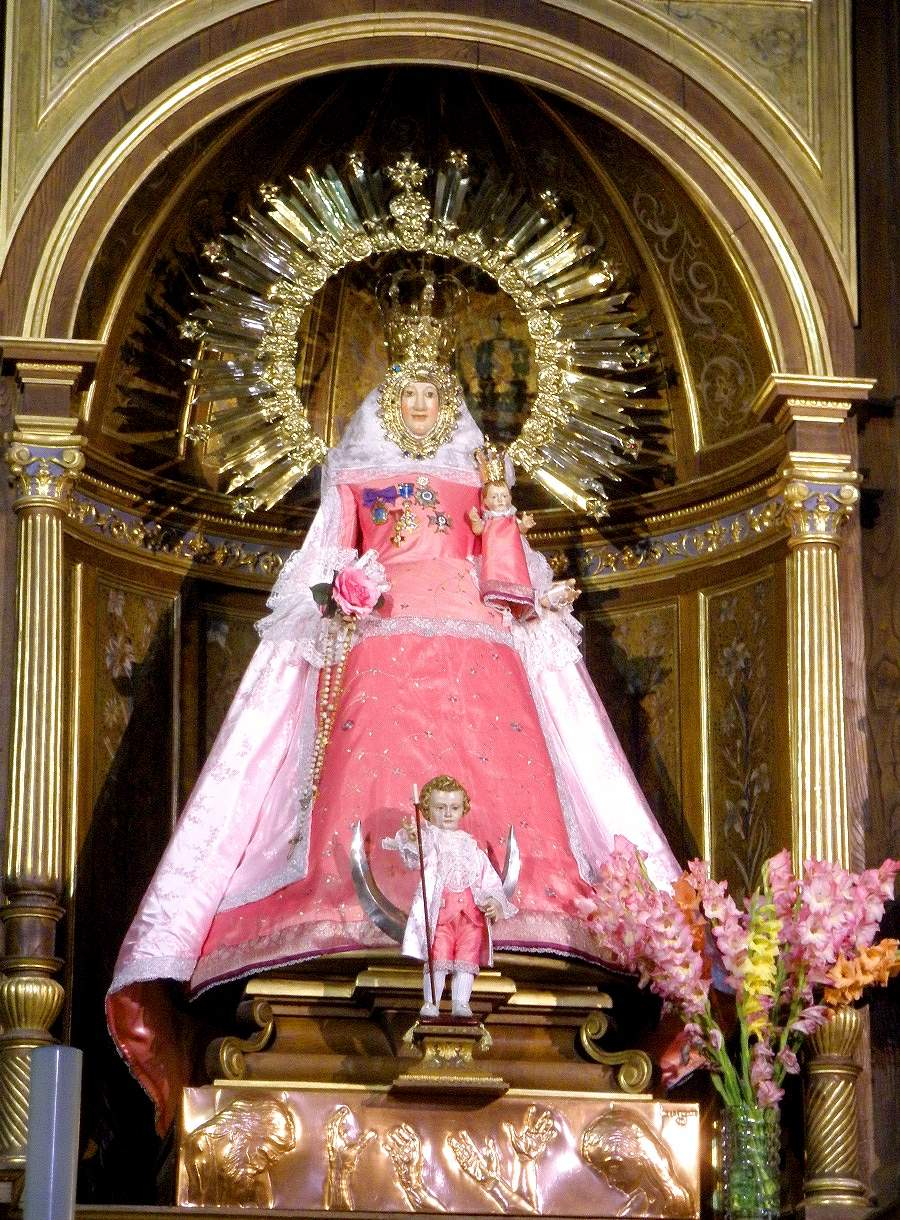
Virgen de las Viñas, patrona de Aranda de Duero (Burgos).
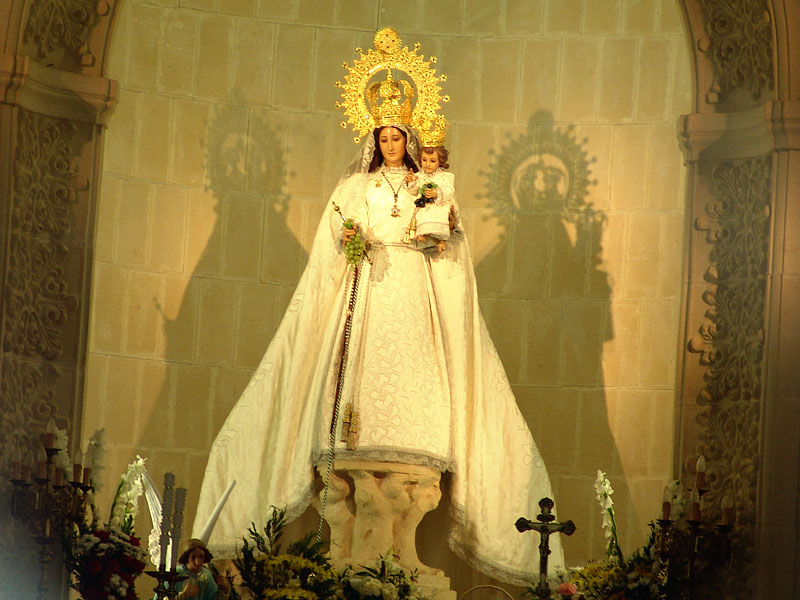
Virgen de las Viñas, patrona de Tomelloso (Ciudad Real).
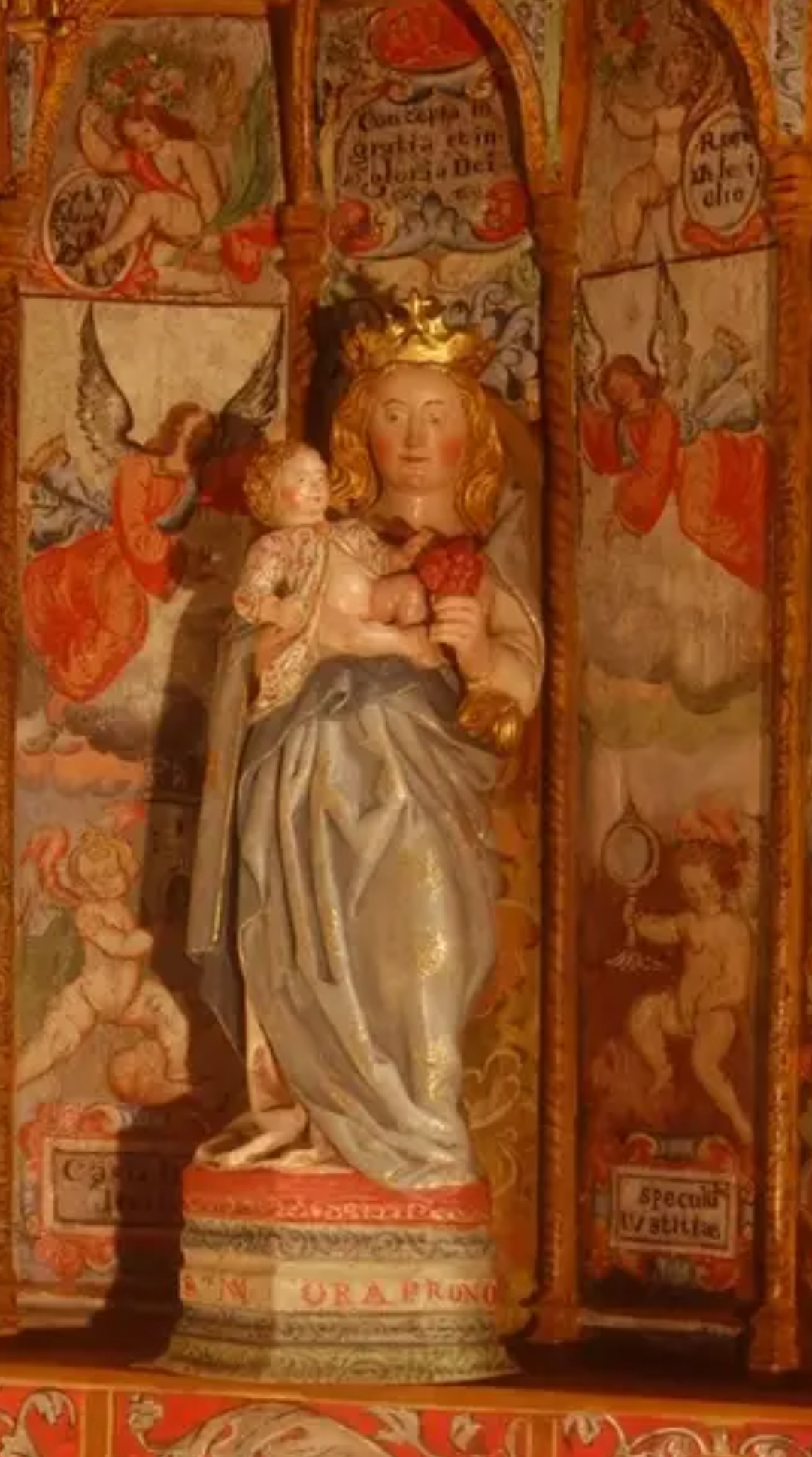
Virgen de las Viñas, situada en la iglesia de San Millán Abad en Quintana de Valdivielso (Burgos)

## Lugares de culto

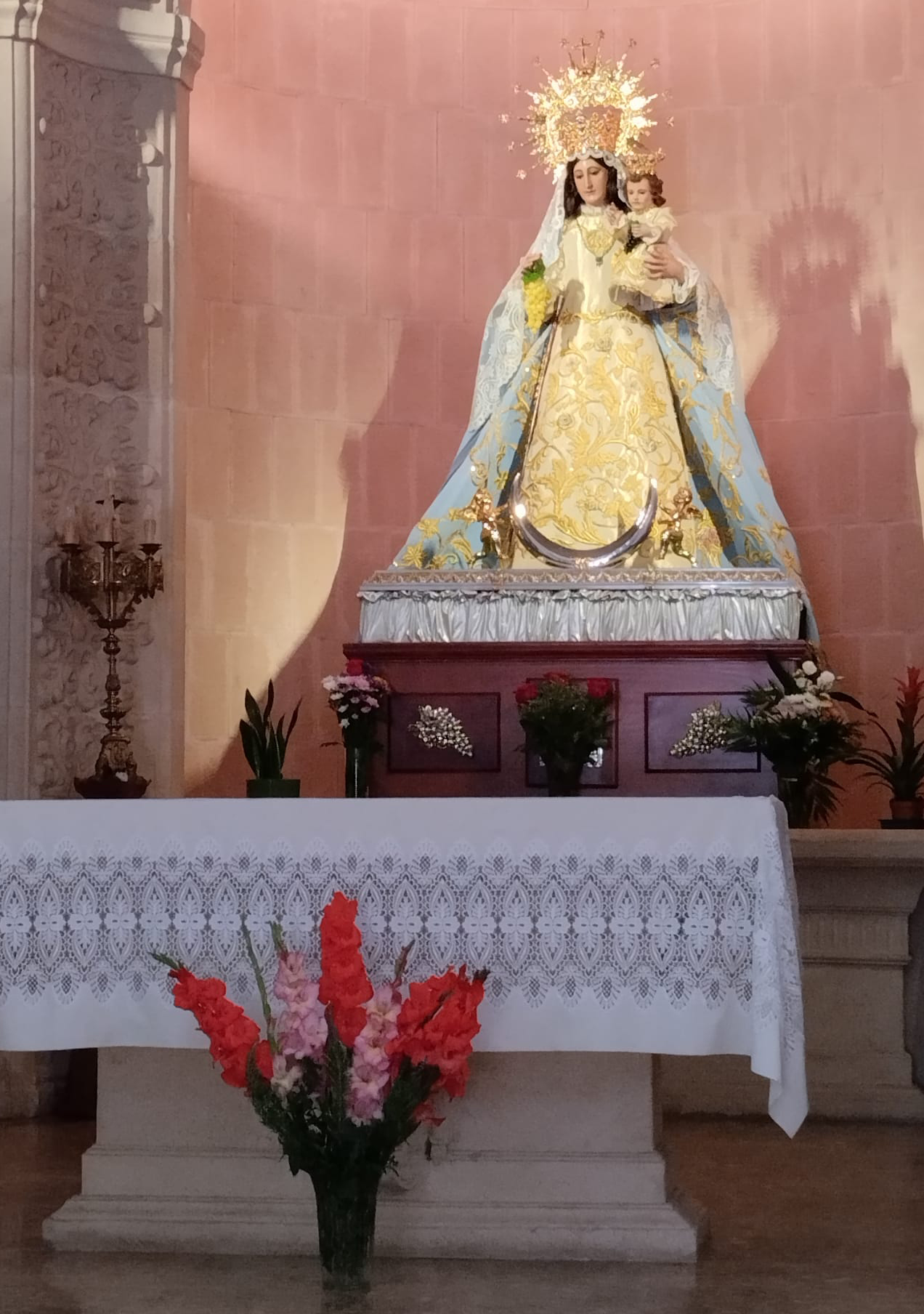
Imagen de la Virgen de las Viñas. Patrona de Tomelloso (Ciudad Real)

- Aranda de Duero: Santuario de la Virgen de las Viñas. Esta iglesia del siglo XVII se ubica al norte de la ciudad sobre una pequeña colina que preside el parque del mismo nombre. Allí se encuentra la imagen de la Virgen de las Viñas, patrona de la ciudad.
- Tomelloso: Santuario de la Virgen de las Viñas, situado en el lugar denominado "Pinilla" (a cuatro kilómetros de la localidad en dirección a Pedro Muñoz).
- Montilla: Iglesia de la Merced. Esta iglesia es lugar de referencia en la Romería de la Virgen de las Viñas y en las celebraciones religiosas de la Fiesta de la Vendimia.
- Soria: Ermita de Nuestra Señora de las Viñas. Existió una antigua ermita románica situada en las faldas del castillo, frente a la ermita de San Saturio, fuera del recinto amurallado, que desapareció en el siglo XIX.
- Quintana de Valdivielso (Provincia de Burgos): Iglesia de San Millán Abad. Sita en el fértil Valle de Valdivielso con tradición vinícola hasta la segunda mitad del siglo XIX. Destacar el retablo de hornacina del siglo XVI, de la Virgen de las Viñas, recientemente restaurado por la conservadora María López de Castro (Noviembre 2023).

## Patronazgo
Lista inconclusa
 En España:
- Aranda de Duero (Burgos).
- Tomelloso (Ciudad Real).

## Festividad
- En Aranda de Duero: domingo siguiente al 8 de septiembre (fiestas patronales).
- En Tomelloso: último domingo de abril (romería) y 25 de agosto (feria).
- En Montilla: segundo domingo de junio (romería) y primer domingo de septiembre (Fiesta de la Vendimia).
- En Soria: se acudía a la ermita el segundo día de rogativas o letanías menores.
- En Quintana de Valdivielso: Fiesta de san Millán el 12 de noviembre.